# Município de Harrison (condado de Pickaway, Ohio)
O município de Harrison (em inglês: Harrison Township) é um município localizado no condado de Pickaway no estado estadounidense de Ohio. No ano de 2010 tinha uma população de 7.593 habitantes e uma densidade populacional de 104,39 pessoas por km².

## Geografia
O município de Harrison encontra-se localizado nas coordenadas 39° 44′ 50″ N, 82° 58′ 32″ O. Segundo o Departamento do Censo dos Estados Unidos, o município tem uma superfície total de 72.73 km², da qual 71.8 km² correspondem a terra firme e (1.29%) 0.93 km² é água.

## Demografia
Segundo o censo de 2010, tinha 7.593 pessoas residindo no município de Harrison. A densidade populacional era de 104,39 hab./km².